# Мек

Распространение мек на карте языков Новой Гвинеи

Мек — папуасское племя, обитающее в восточной части индонезийской провинции Папуа (ранее Ириан-Джая). Является самым многочисленным народом в центральной части Новой Гвинеи, его численность оценивается в примерно в 40000 человек.

## Расселение
Народ мек распространен в высокогорных районах в восточной части провинции Папуа в центральной части острова Новая Гвинея. С запада граничат с народами яли и дани, к востоку от мек земли населены народом ок. Граница Индонезии и Папуа — Новой Гвинеи разделяет мек и ок.
В 1972 году мек впервые переселились в район Эйпо, в 1974 году правительство Индонезии установило с ними контакты. На землях мек были построены взлетно-посадочные полосы. В 1976 году вражда с другими племенами завершилась. Мек оставили традиционный образ жизни людей каменного века и перешли к цивилизованному образу жизни.

## Быт
Мек — оседлые земледельцы. Возделывают сладкий картофель, выращиваемый ими в течение примерно 300 лет. Кроме того, они выращивают ямс, таро, бананы и сахарный тростник.

## Религия
Традиционная религия народа мек основана на ритуальном поклонении предкам. В 1981 году каждый третий мек был обращён в христианство.

## Язык
На языке мек говорится около 40 000 человек. Он делится на три диалекта.